# بولا برودويل
بولا برودويل (بالإنجليزية: Paula Broadwell)‏ (و. 1972 – م) هي صحفية، وكاتبة سير من الولايات المتحدة الأمريكية . ولدت في بسمارك، داكوتا الشمالية .

## التعليم
تعلمت في كلية كينيدي بجامعة هارفارد، والأكاديمية العسكرية الأمريكية، وجامعة هارفارد، وكلية كينجز لندن

## أعمال بارزة
من أهم أعمالها:
- All In: The Education of General David Petraeus.

## روابط خارجية
- بولا برودويل على موقع IMDb (الإنجليزية)